# Asistovaná reprodukce

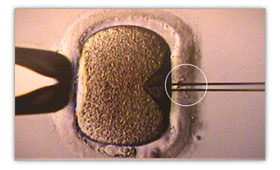
Intracytoplasmatická injekce spermie (ICSI)

Asistovaná reprodukce nebo umělé oplodnění je označení pro lékařské postupy a metody, při kterých dochází k manipulaci se zárodečnými buňkami nebo s embryi, včetně jejich uchovávání, a to za účelem léčby neplodnosti ženy nebo muže. Asistovaná reprodukce (umělé oplodnění) je lékařská pomoc partnerskému páru, který má problém s otěhotněním. Asistovaná reprodukce je tedy zjednodušeně jakýkoliv medicínský zásah, který napomáhá lidskému rozmnožování.
Asistovaná reprodukce je předmětem etických sporů. V roce 2010 získal britský fyziolog Robert G. Edwards za vývoj metody oplodnění ve zkumavce (in vitro fertilizaci) Nobelovu cenu za fyziologii a medicínu. Předseda Papežské akademie Ignacio Carrasco de Paula udělení ceny ostře odsoudil. Vatikán později jeho ústní prohlášení v písemné podobě zmírnil a cenu pro Edwardse označil za pochopitelnou. Katolická církev nemá nic proti metodám asistované reprodukce, které léčí neplodnost, ale odmítá metody založené na umělém oplodnění, které jsou podle ní nedůstojné člověka.

## Metody asistované reprodukce
Metod asistované reprodukce existuje celá řada. Mezi nejpoužívanější patří intrauterinní inseminace (IUI) a oplodnění ve zkumavce (IVF). IUI je nejméně invazivní metoda, která se zakládá na přirozené schopnosti spermií oplodnit vajíčko. Je to ambulantní výkon, během kterého se pomocí katetru zavedou spermie přímo do dělohy. Metoda IUI nevyžaduje celkovou anestezii a je zcela bezbolestná. Při využití metody IVF je vajíčko oplodněno spermiemi partnera mimo tělo ženy.

## Umělé oplodnění v Česku
Současná česká legislativa umožňuje, aby se z České republiky stala velmoc pro poskytování umělého oplodnění cizincům. V Česku funguje i několik specializovaných agentur. Umělé oplodnění je ženám v České republice hrazeno ze zdravotního pojištění až 4x za život a to až do dne dosažení 40. roku (39let+364dní). Podle zákona č. 373/2011 Sb., o specifických službách, je možné placené umělé oplodnění provést ženě v jejím plodném věku, dokud její věk nepřekročil 49 let, a to na základě písemné žádosti ženy a muže, kteří tuto zdravotní službu chtějí podstoupit (tzv. neplodný pár). 
Ministryně práce a sociálních věcí Michaela Marksová (ČSSD) navrhovala, aby o umělé oplodnění mohly požádat ženy bez souhlasu partnera, zákon toto umožňující však Poslanecká sněmovna neschválila. Zákon byl navrhován i s přihlédnutím k tomu, že ženy zákonnou podmínku souhlasu partnera obcházejí tím, že si přivedou jakéhokoliv muže, který prohlásí, že je jejich partner, a dá jim souhlas, přičemž kliniky nemají možnost zkontrolovat, zda je muž podepisující souhlas s oplodněním skutečně ženiným partnerem. Zákon odmítl mimo jiné i ministr zdravotnictví Miloslav Ludvík (ČSSD), protože podle něho by stát měl preferovat úplné rodiny a mimo manželství se rodí v Česku polovina dětí.